# غار بورنیک
غار بورنیک در شهرستان فیروزکوه، بخش مرکزی، روستای هرانده واقع شده و این اثر در تاریخ ۷ مهر ۱۳۸۱ با شمارهٔ ثبت ۶۳۳۷ به‌عنوان یکی از آثار ملی ایران به ثبت رسیده است.
رسیدن به غار بورنیک تهران
برای رسیدن به غار بونیک تهران باید ماشین ها را در روستا پارک کنید و در مسیر پاکوبی که کنار رودخانه و به سمت دهانه ی غار می رود، راه بیفتید. مسیر پاکوب حدود یک ساعتی از میان باغ های سیب روستا ادامه پیدا می کند و با گذر از چندین نیزار و چمن زار به پای کوهی می رسد که غار در بالای آن قرار دارد. برای رسیدن به ورودی غار هم، باید از مسیر پاکوب جداشوید و حدود نیم ساعت در کنار رودخانه بالا بروید تا به دهانه ی بزرگ و عریض غار بورنیک تهران برسید.

## گالری تصاویر

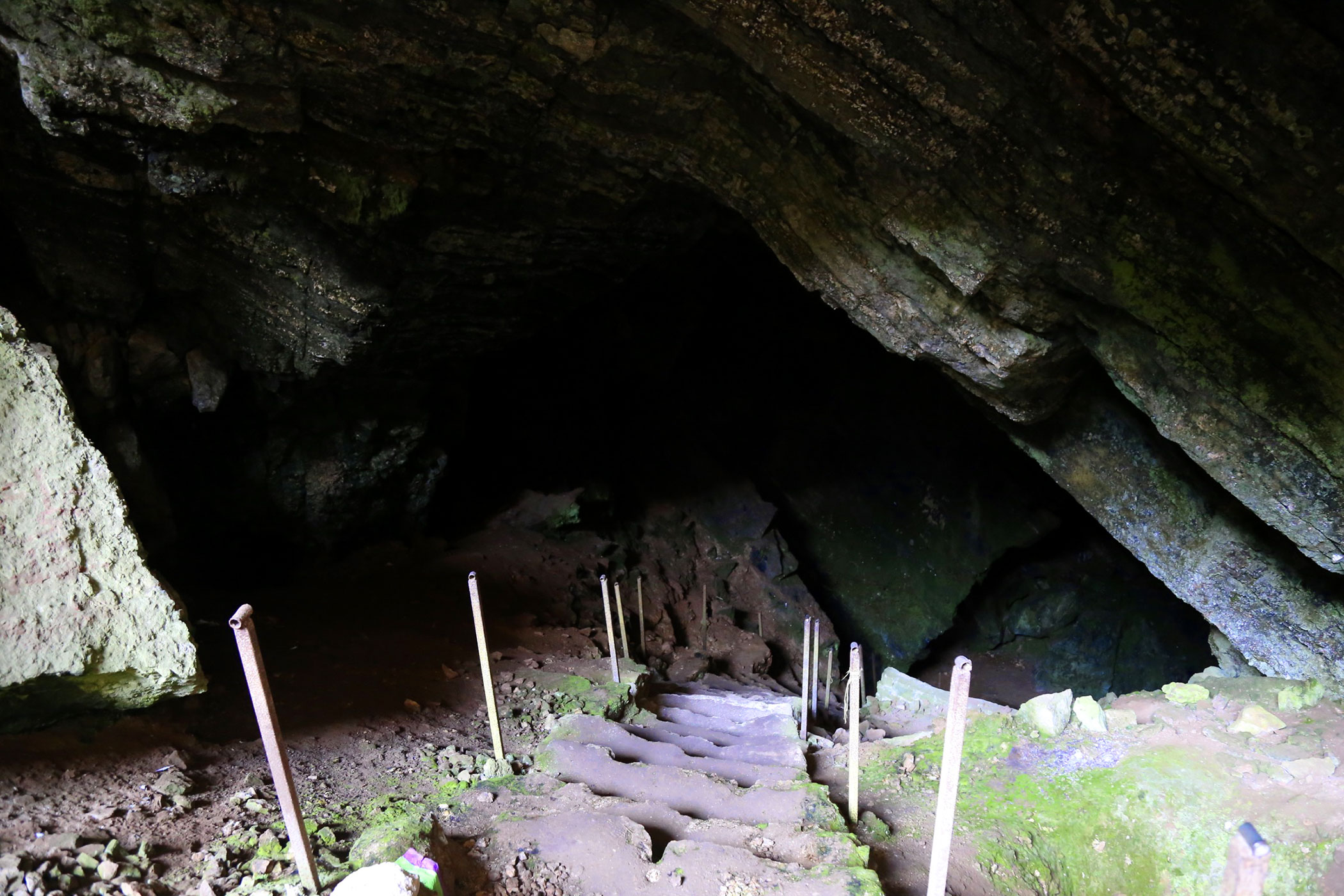
غار بورنیک، فیروزکوه، تهران
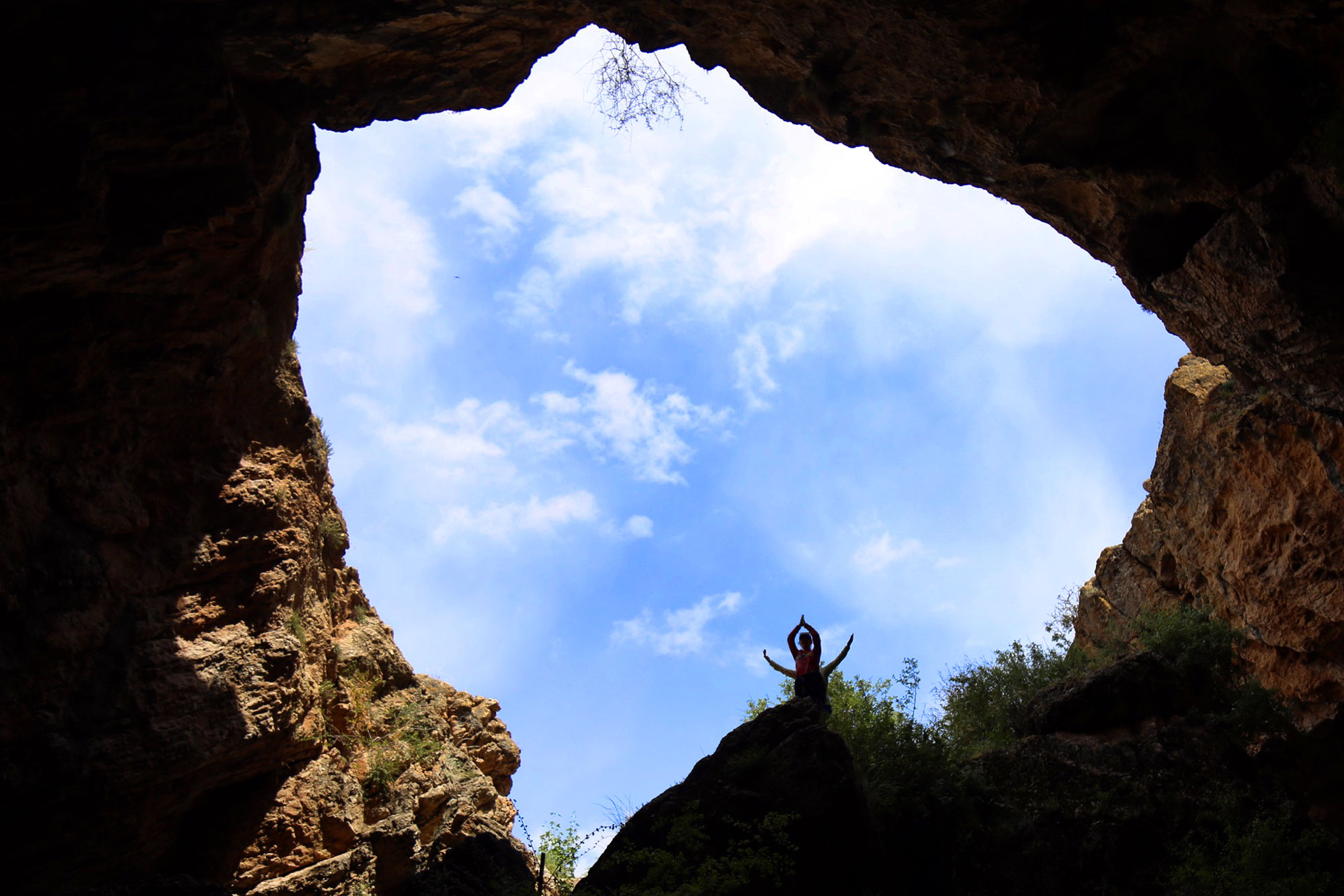
غار بورنیک، فیروزکوه، تهران
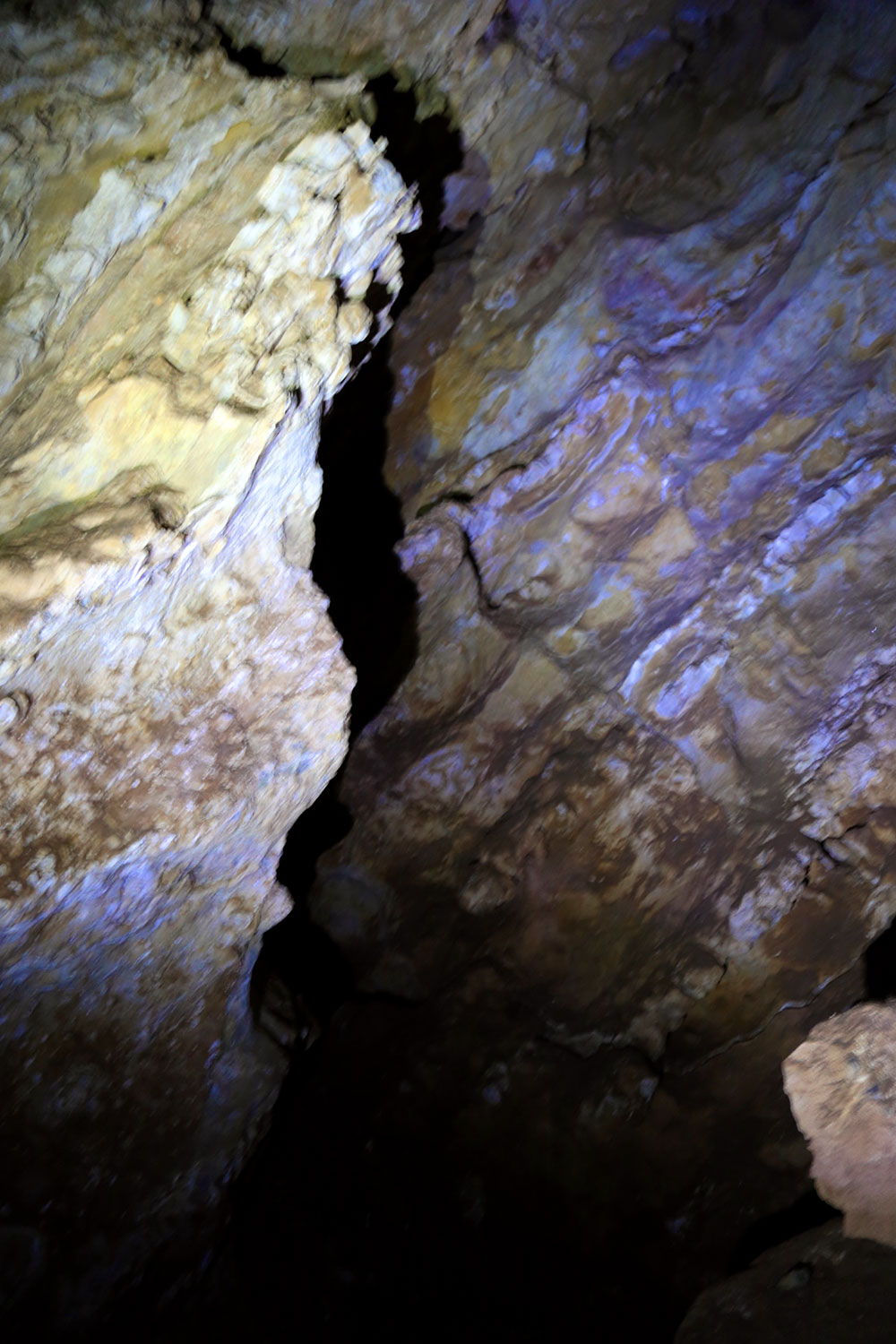
غار بورنیک، فیروزکوه، تهران
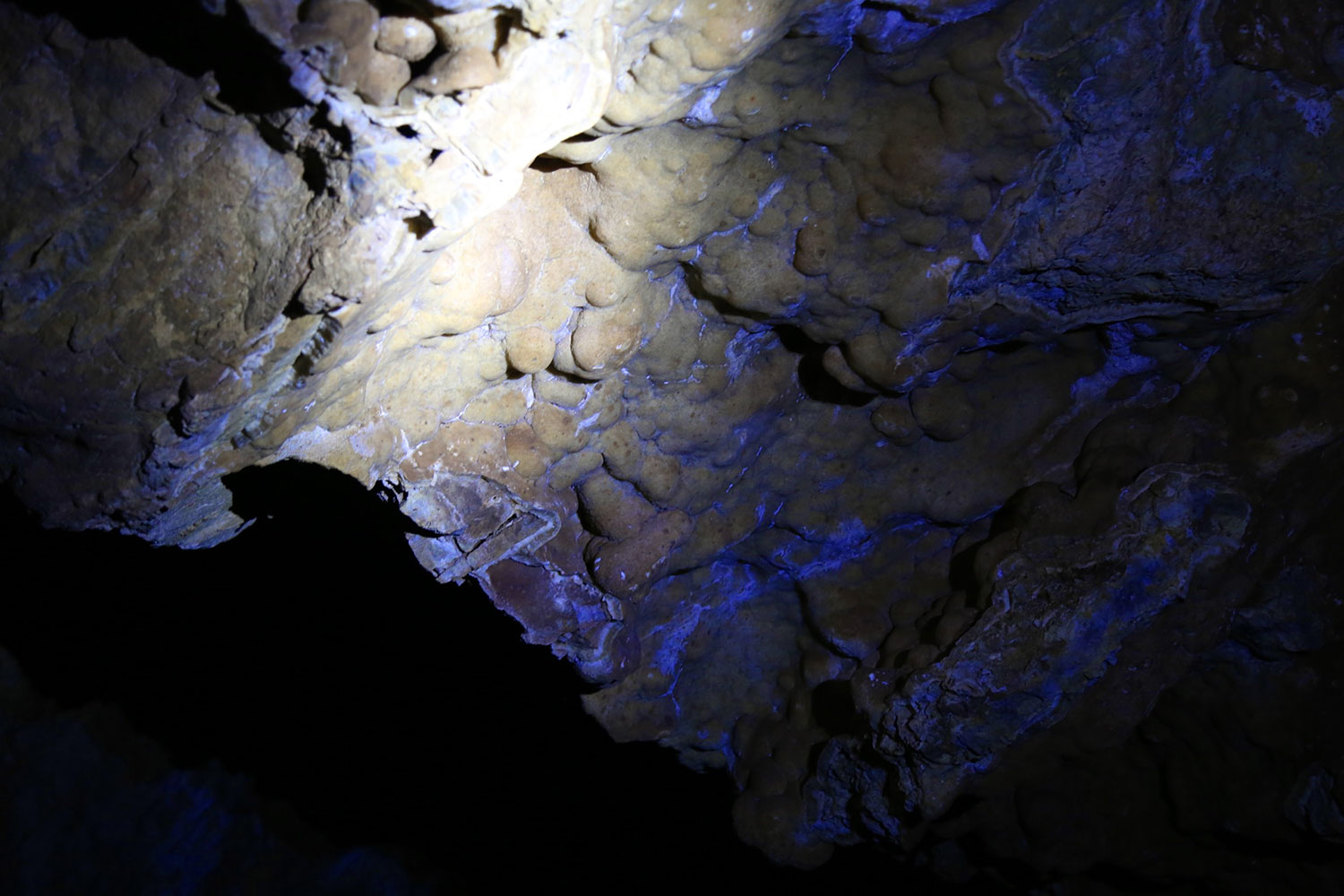
غار بورنیک، فیروزکوه، تهران
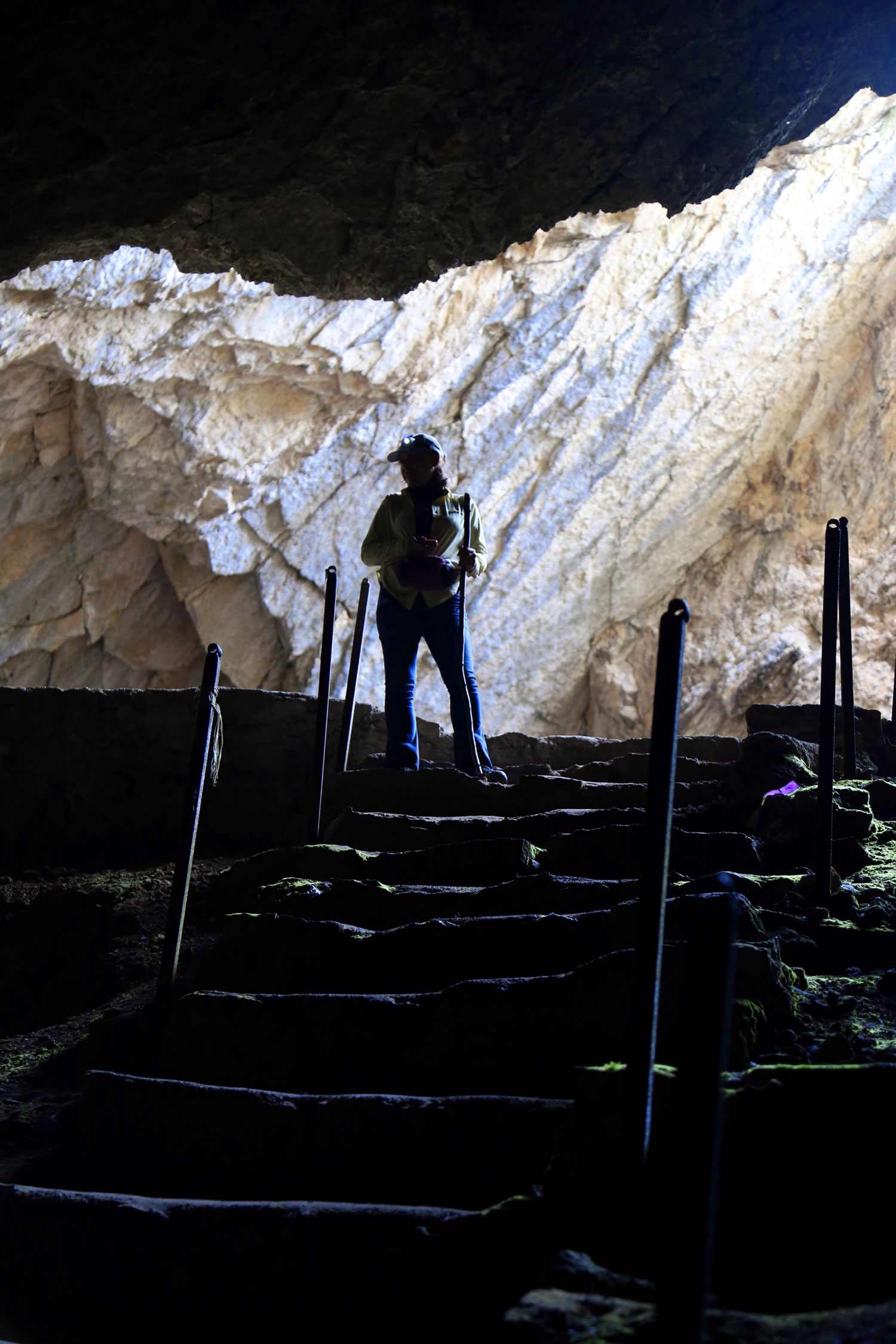
غار بورنیک، فیروزکوه، تهران
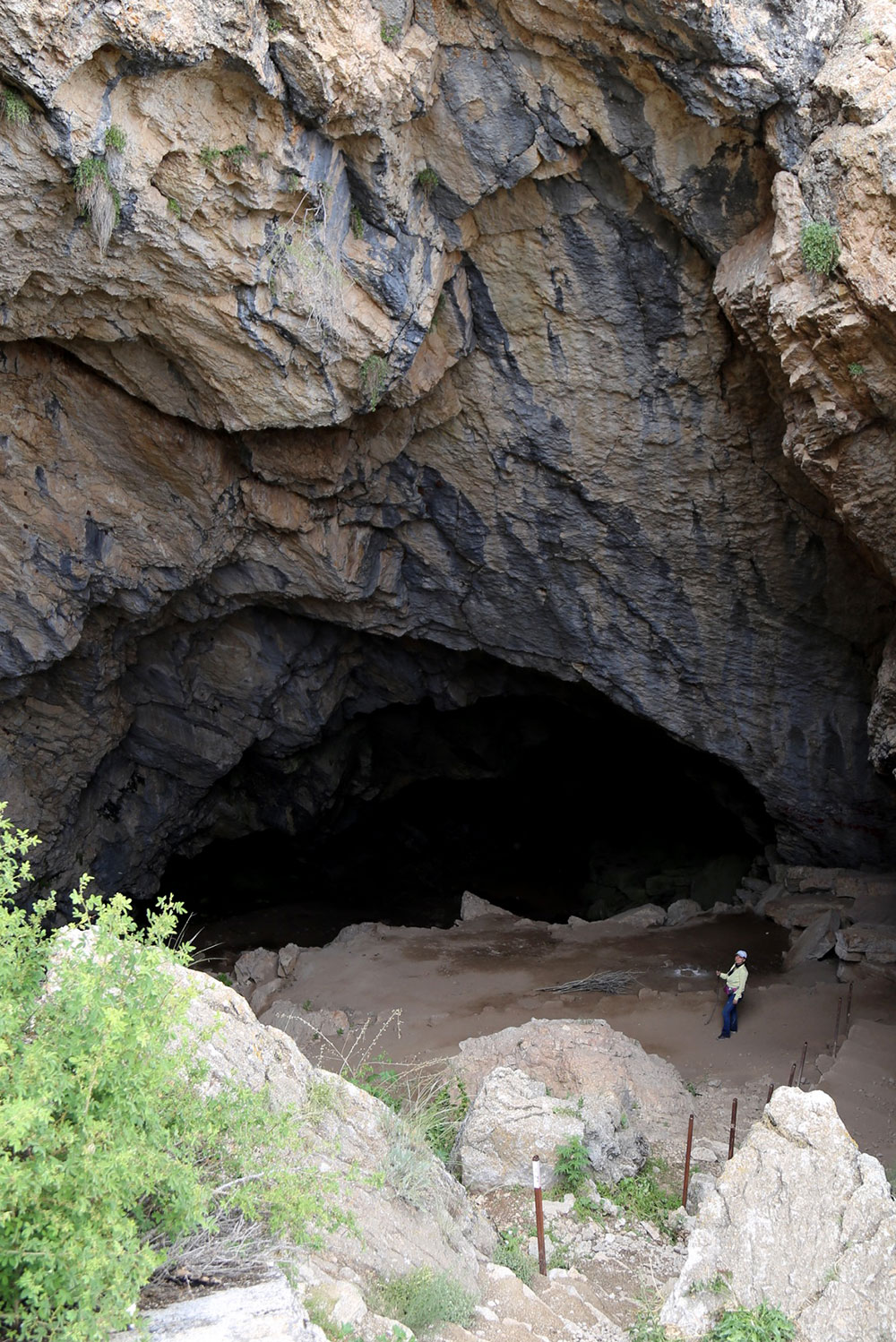
غار بورنیک، فیروزکوه، تهران
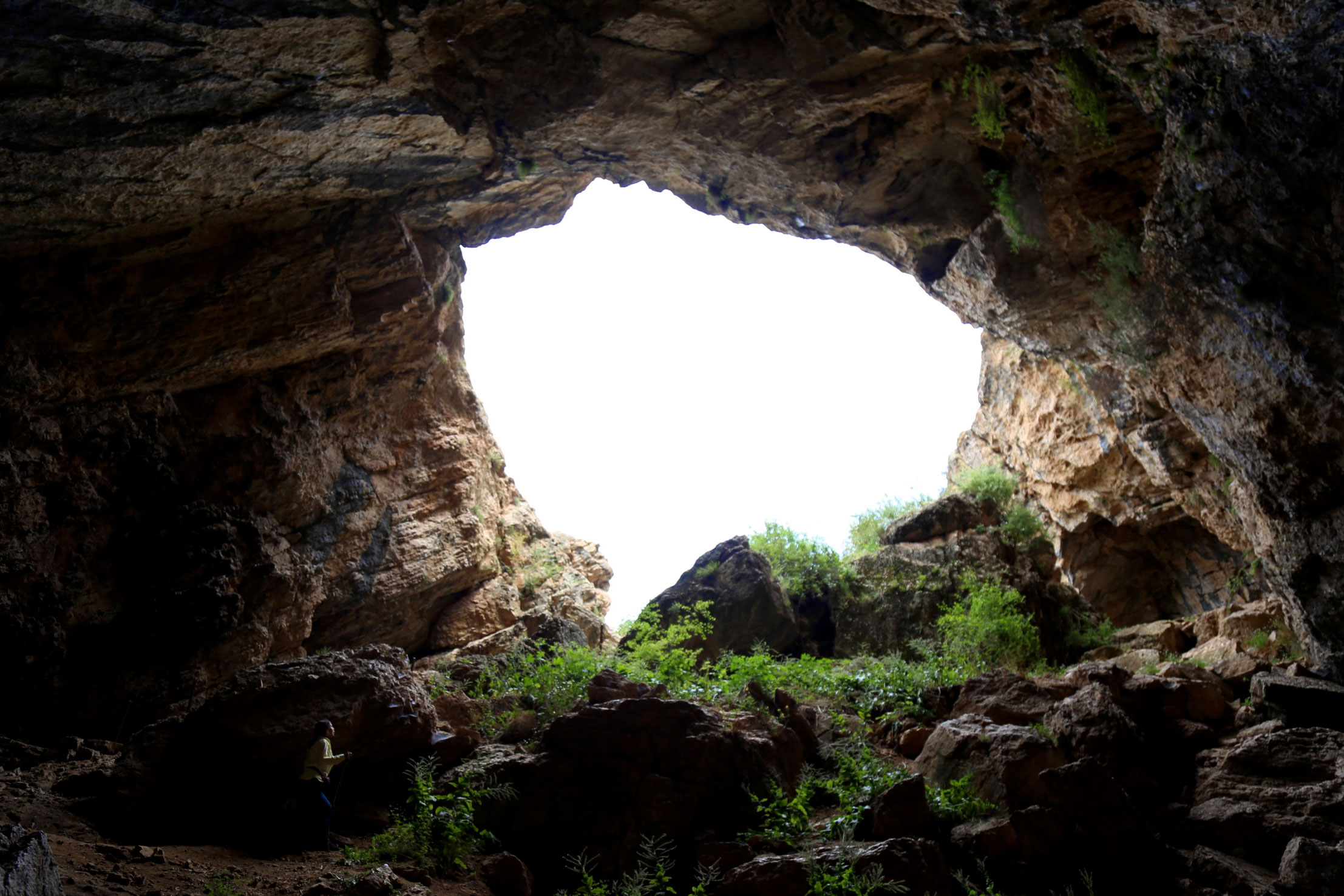
غار بورنیک، فیروزکوه، تهران
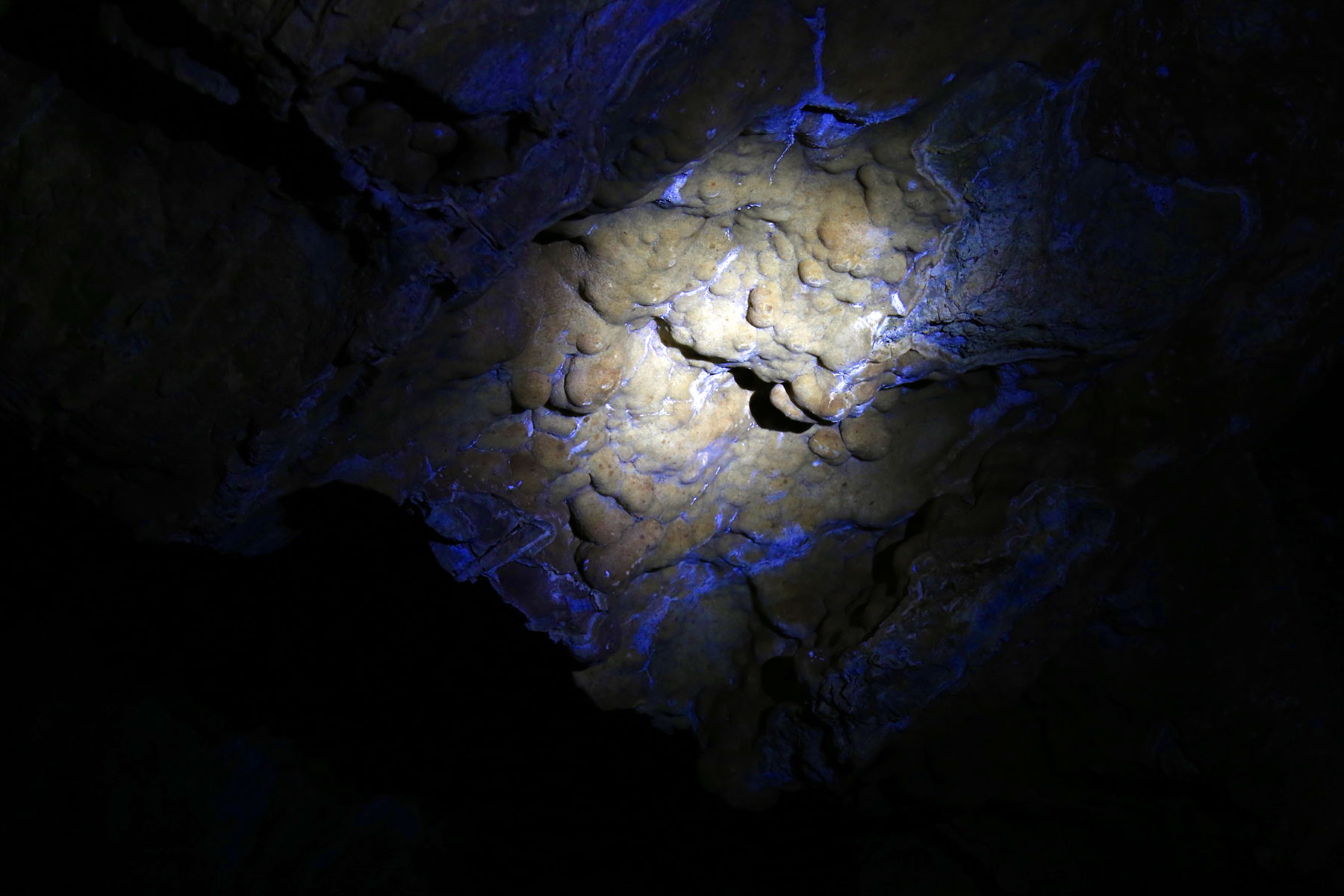
غار بورنیک، فیروزکوه، تهران
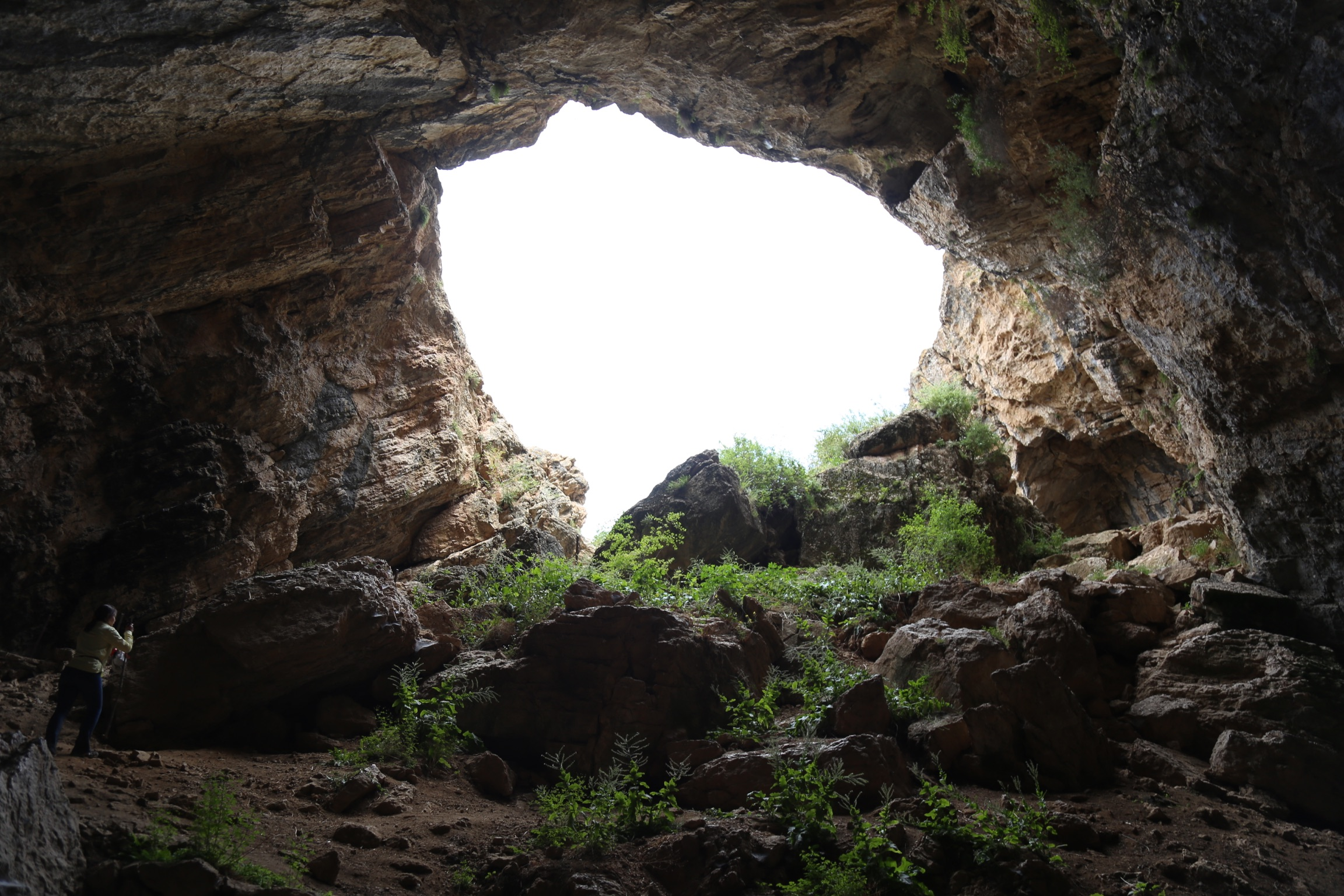
غار بورنیک، فیروزکوه، تهران
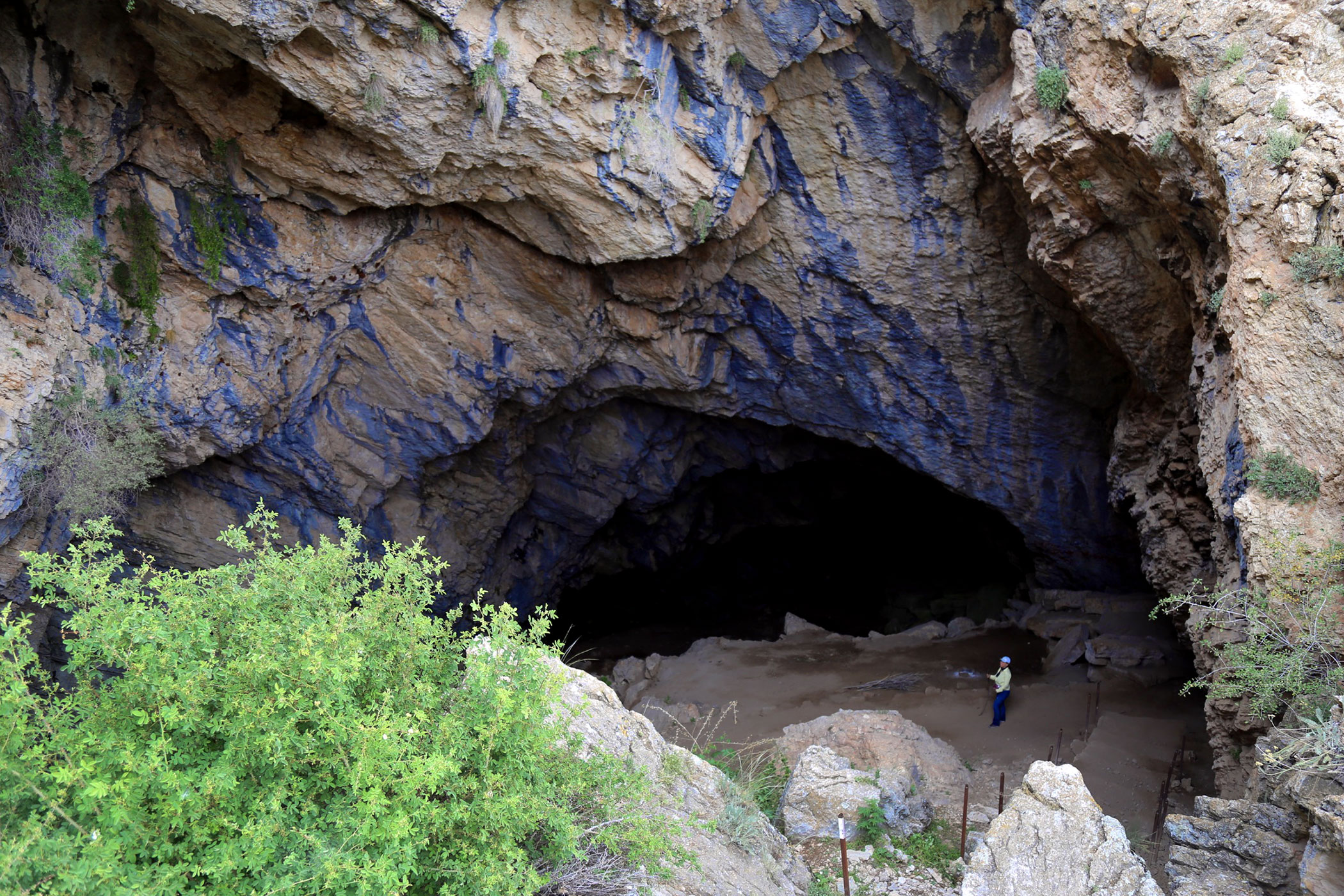
غار بورنیک، فیروزکوه، تهران
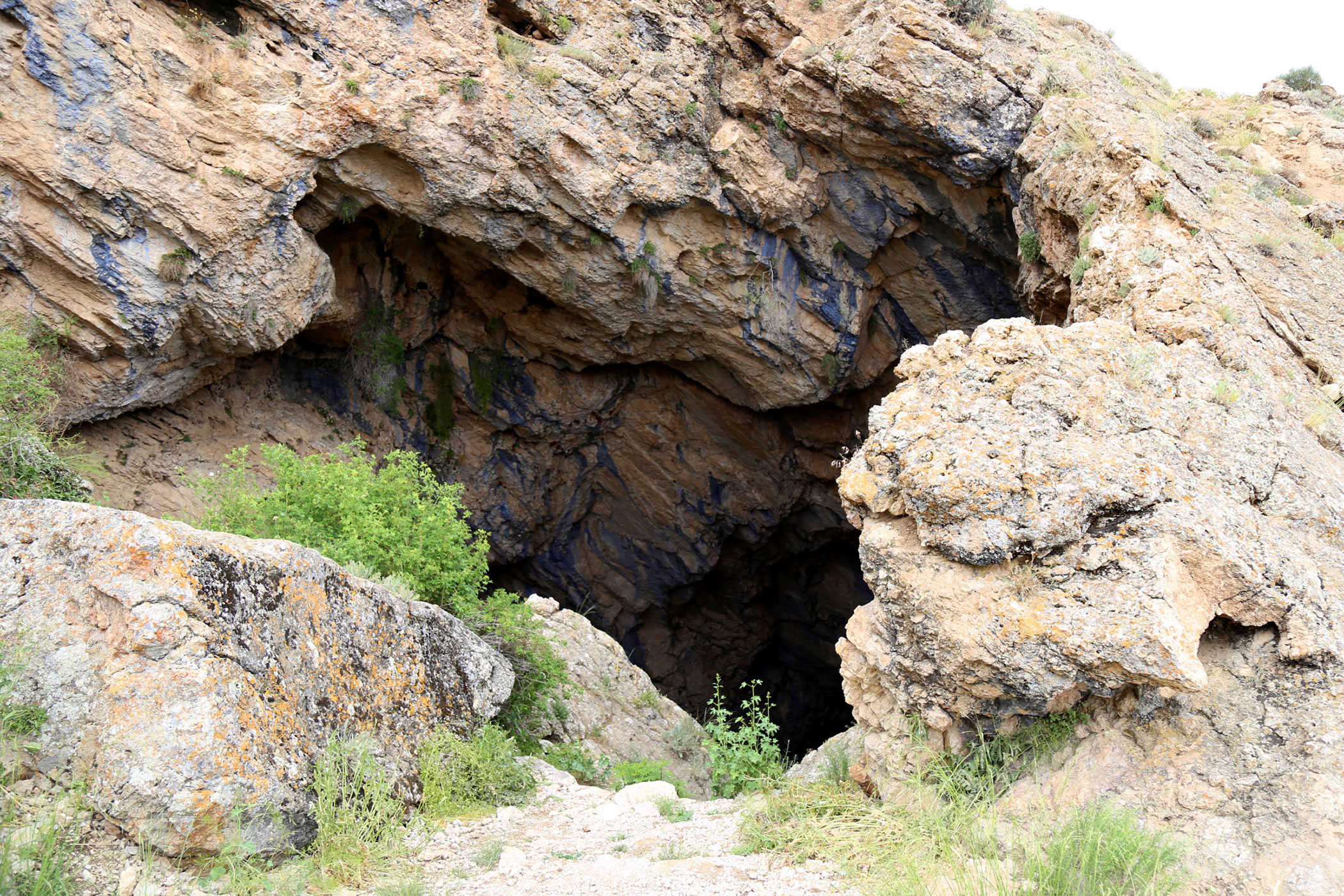
غار بورنیک، فیروزکوه، تهران
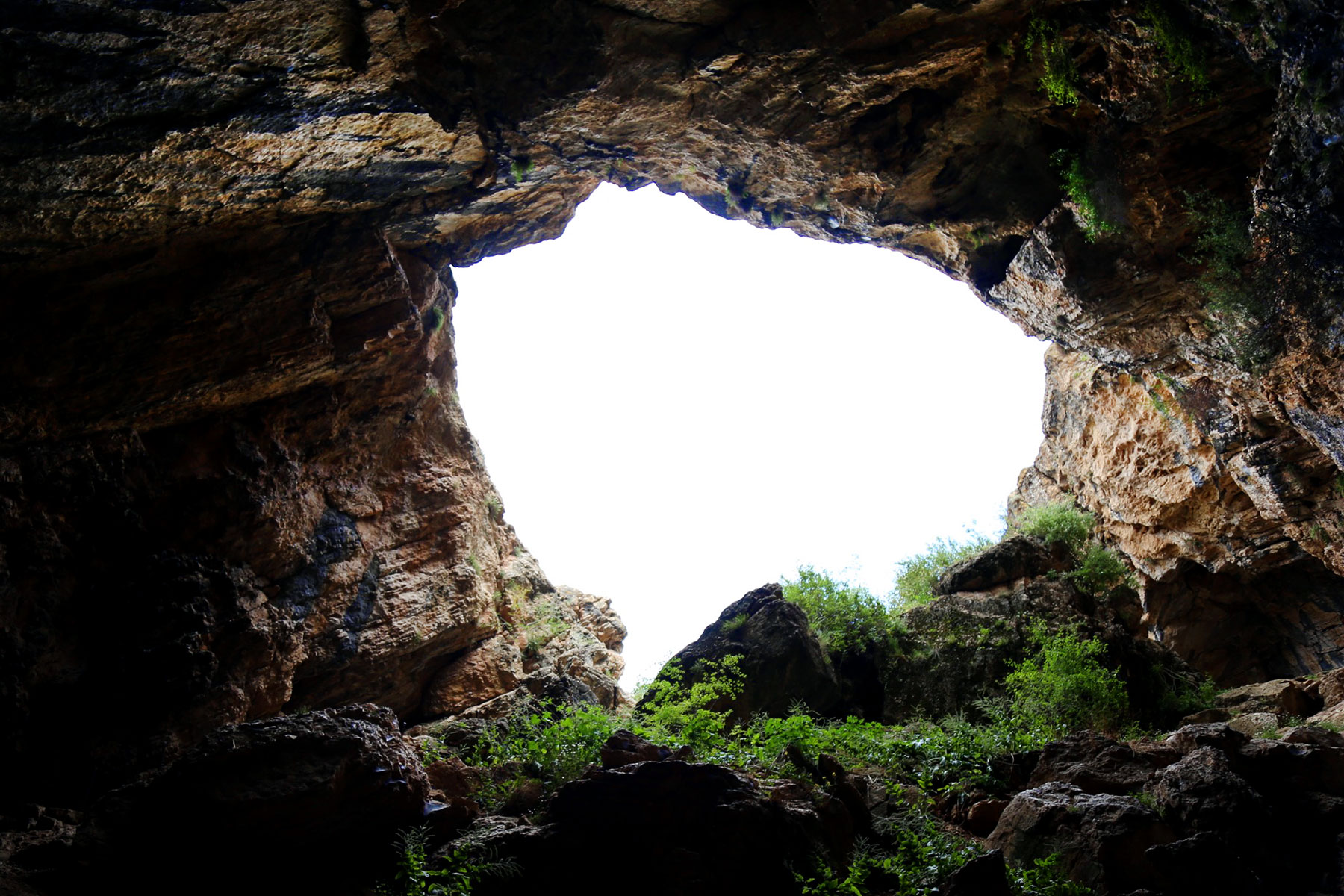
غار بورنیک، فیروزکوه، تهران
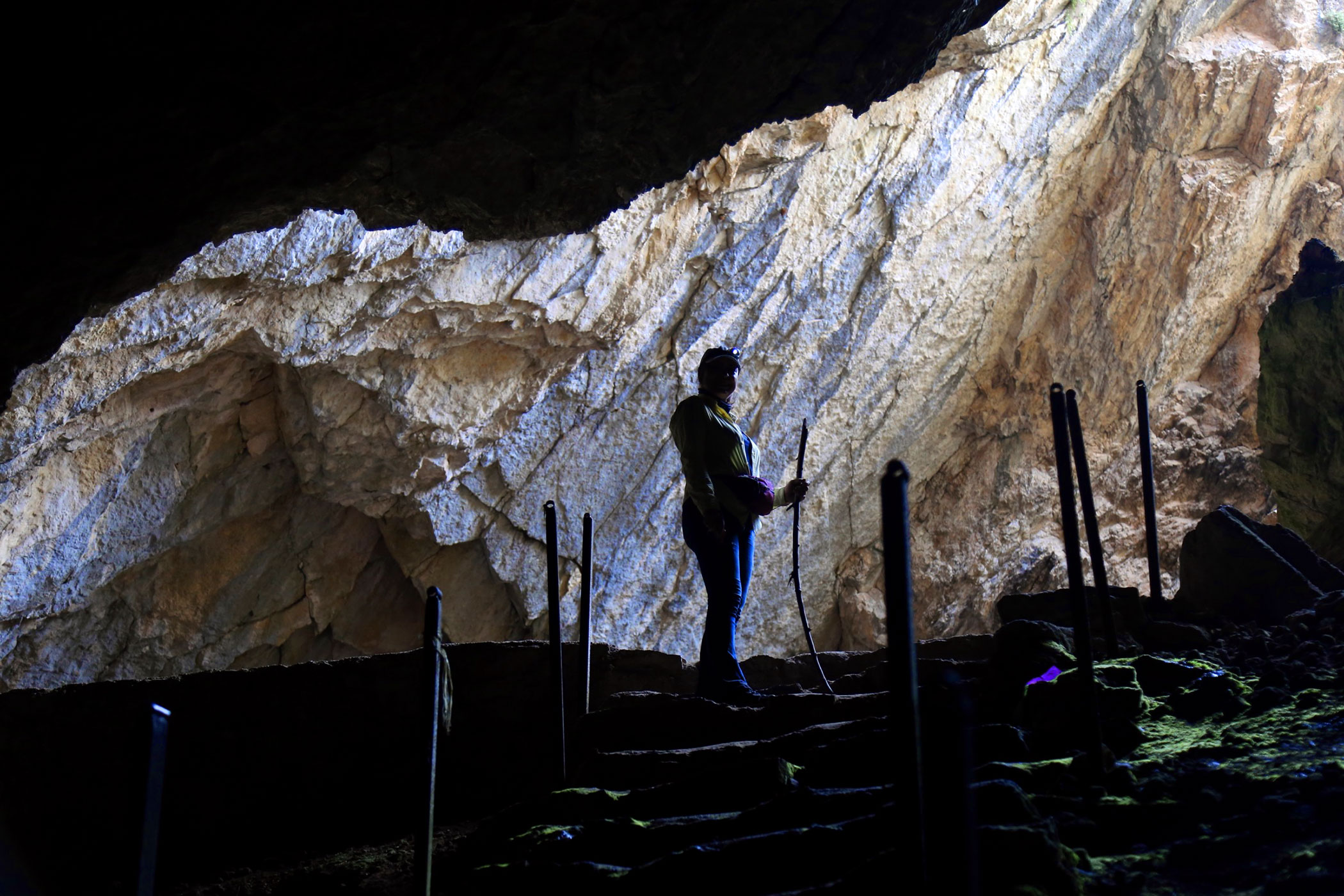
غار بورنیک، فیروزکوه، تهران
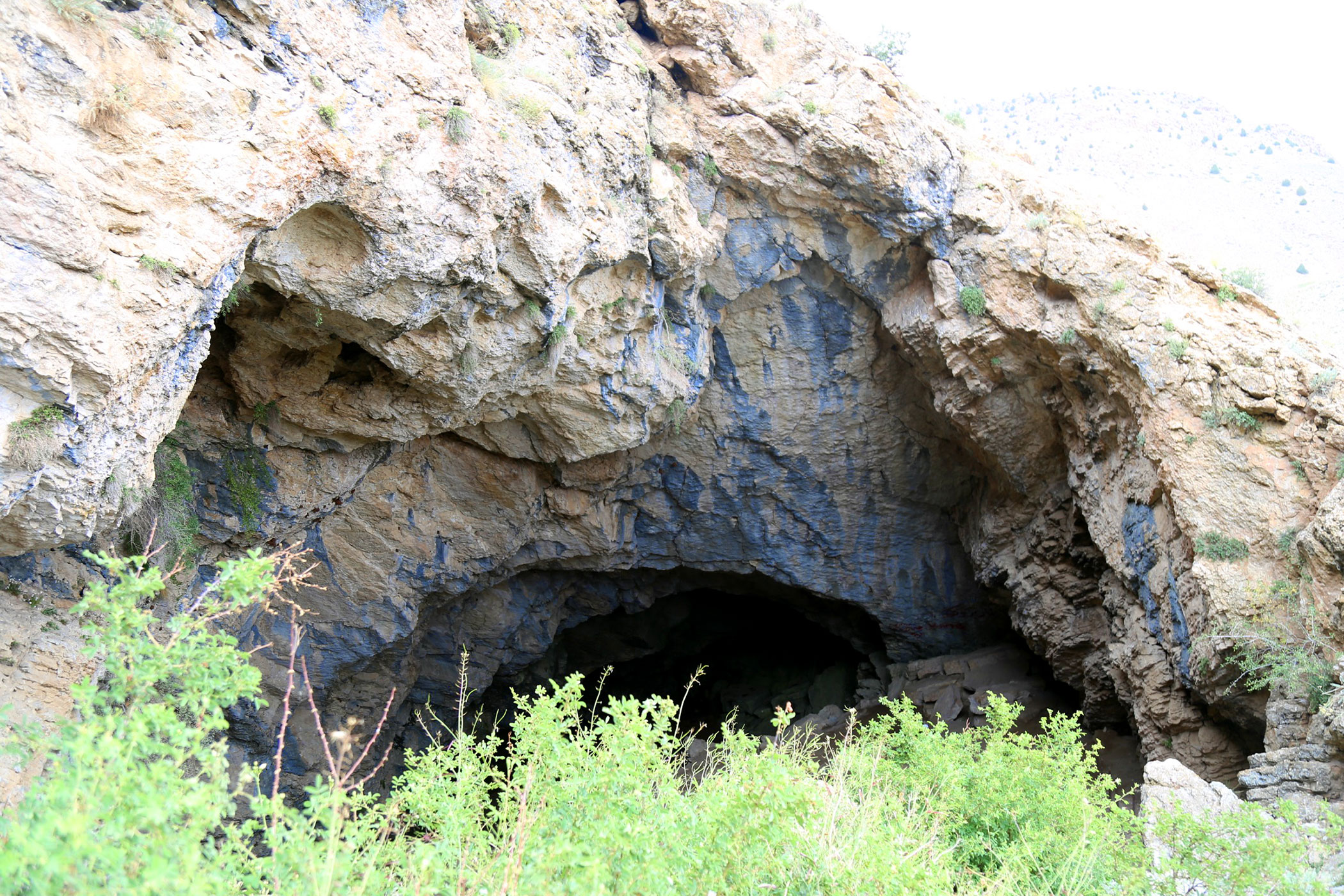
غار بورنیک، فیروزکوه، تهران
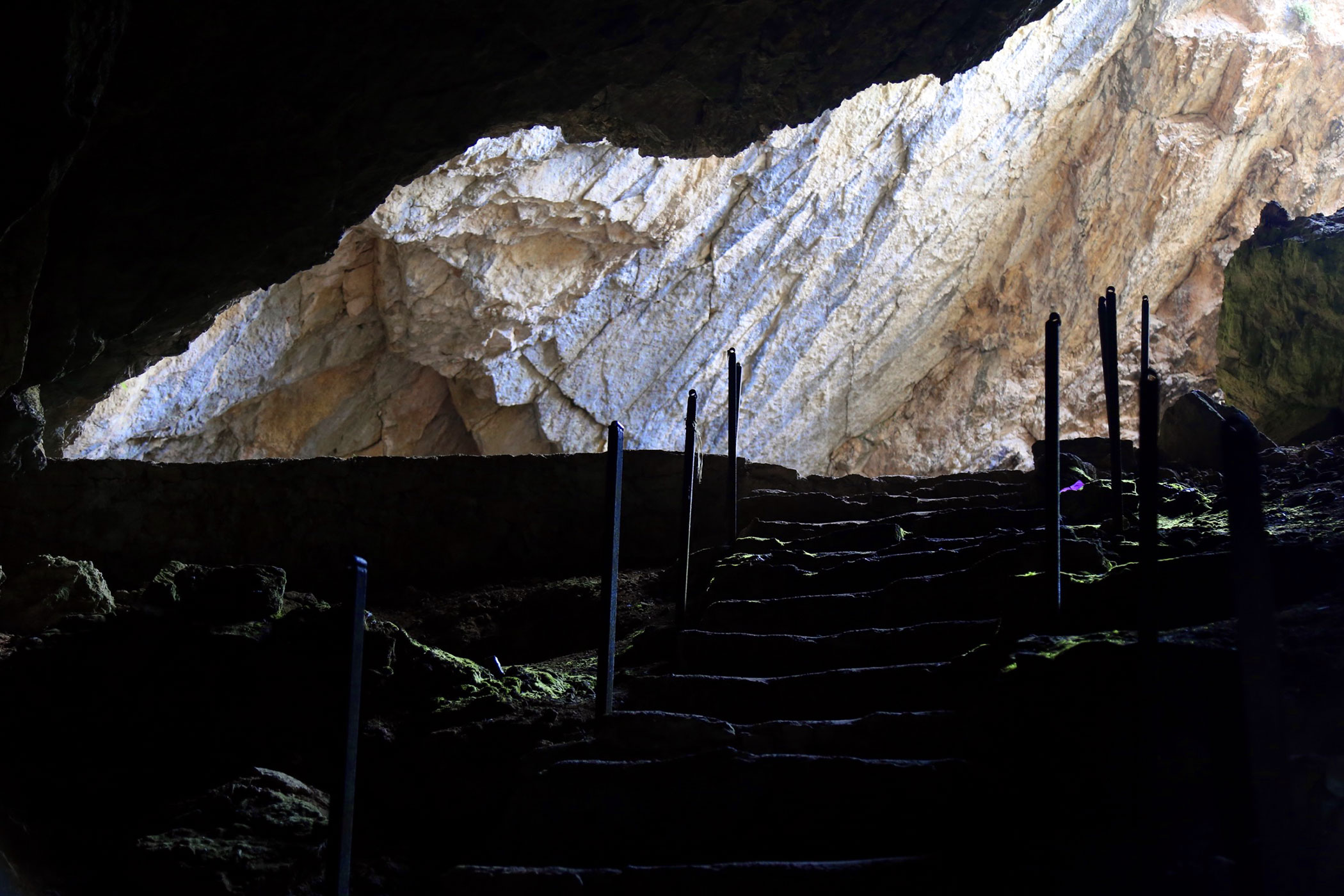
غار بورنیک، فیروزکوه، تهران